# Primeiro molar superior
O Primeiro molar superior é um dente inserido osso maxilar. A qual nele possui o tuberculo de carabelli.
Raiz- o primeiro molar superior tem um bulbo radicular, que se divide em três raízes, nas posições mésio- vestibular, disto vestibular e lingual. A raiz lingual é a maior e mais longa de todas, tem forma cônica e diverge muito das outras ( e do próprio eixo do dente) devido a sua inclinação lingual. Ela é sulcada longitudinalmente nos doiss terços cervicais de sua superfície lingual. Não se desvia para a distal. As raízes vestibulares são achatadas mésio-distalmente e a raiz mésio-vestibular é bem mais larga do que a disto-vestibular. Elas divergem muito pouco do eixo do dente e são mais ou menos paralelas entre si. O terço apical dessas raízes muitas vezes se curvam um em direção ao outro (aspecto de chifres de touro), outra vezes ambos se desviam um pouco pra distal. As três raízes não se fusionam. Estão sempre bem separadas uma das outras.

## Erupção e medida
|              | Início      | Erupção           | Término |
| Calcificação | 25 semanas  | 6 anos            | 9 anos  |
|              | Total       | Coroa             | Raiz    |
| Comprimento  | 22,0 mm     | 7,7 mm            | 14,3 mm |
|              | Mesiodistal | Vestibulo-lingual |         |
| Diâmetro     | 10,3 mm     | 11,8 mm           |         |